# 米脂县砍人事件
米脂县砍人事件是于2018年4月27日发生在陕西省榆林市米脂县第三中学的大规模恶性砍杀事件。当日18时10分许，米脂县第三中学学生在放学途中遭遇袭击，19名学生（14女5男）受伤，其中9人（7女2男）死亡，4人重傷，7人輕傷，1人輕微傷。犯罪嫌疑人赵泽伟當天被警方拘捕，7月10日被判处死刑，7月24日终审裁定，9月27日被执行死刑。

## 事發經過
据警方通报，犯罪嫌疑人赵泽伟，男，汉族，1990年1月20日生，中專文化，户籍米脂县城郊赵家山村人。據榆林市中院公佈：趙表示自己因在米脂县第三中学上初中时受到同学嘲笑，加上工作與生活不順，遂记恨在心，；2018年三月底在網上購買刀具，但因未找到欲報復的初中同學，遂將目標轉為米脂三中的學生。4月27日下午五點多，趙帶上三把刀具在北門洞附近等候學生放學。18時14分，米脂三中學生放學後湧入北門洞東側的城隍廟巷，趙見狀掏出尖刀並迎面衝向人群，自西向東連續捅刺途經學生（据南方周末採訪到的目击者称，事件发生在学校放学必经的一条狭窄的坡道上見人就砍）；在行凶过程中，被过往群众和闻讯赶来的保安、师生制服交予民警
4月28日下午赵泽伟被米脂县人民检察院批准逮捕，5月28日，榆林市人民检察院依法对被告人赵泽伟故意杀人案向榆林市中级人民法院提起公诉。
事发后，一位名叫薛峰的男子在微信群内发布了几段事发地点的视频，并说了一句“没毛病”，结果被误当成凶手。

## 救治
陕西省官方於2018年4月27日晚呼籲AB型血型的人前往米脂縣縣醫院、榆陽區世紀廣場、綏德縣聯豐廣場等獻血點獻血。

## 案件审理
2018年7月10日，榆林市中级人民法院判处被告人赵泽伟犯死刑，剥夺政治权利终身，赵泽伟当庭表示上诉。7月11日，送達刑事判決書。送達後趙澤偉於當日19時38分向米脂縣看守所提交自書「不上訴書」，其上寫明：「我選擇不上訴，我對不起死者家屬和他們的孩子，他們承受了世界上最大的痛苦。那麼多受害人的痛苦，我難以原諒自己的罪。」7月23日，榆林中院法官前往米脂县看守所確認其不上訴決定，翌日榆林中院依法將該案報送陝西省高級人民法院復核結案。
陕西高院复核认为，被告人赵泽伟仅因工作、生活不顺而迁怒无辜，心生怨恨，继而图谋报复，持刀疯狂捅刺放学学生，发泄私愤，致21名中学生死伤，其中9人死亡，4人重伤，7人轻伤，1人轻微伤，其行为已构成故意杀人罪。赵泽伟犯罪动机卑劣，杀人手段特别凶残，犯罪后果极其严重，社会危害性巨大，主观恶性极深，人身危险性极大，依法应予严惩。原审判决定罪准确，判处适当，审判程序合法。遂依照规定，裁定同意榆林市中院以被告人赵泽伟犯故意杀人罪，判处死刑，剥夺政治权利终身的刑事判决。9月27日，经最高人民法院核准，赵泽伟在米脂县被依法执行死刑。